# 木質燃料

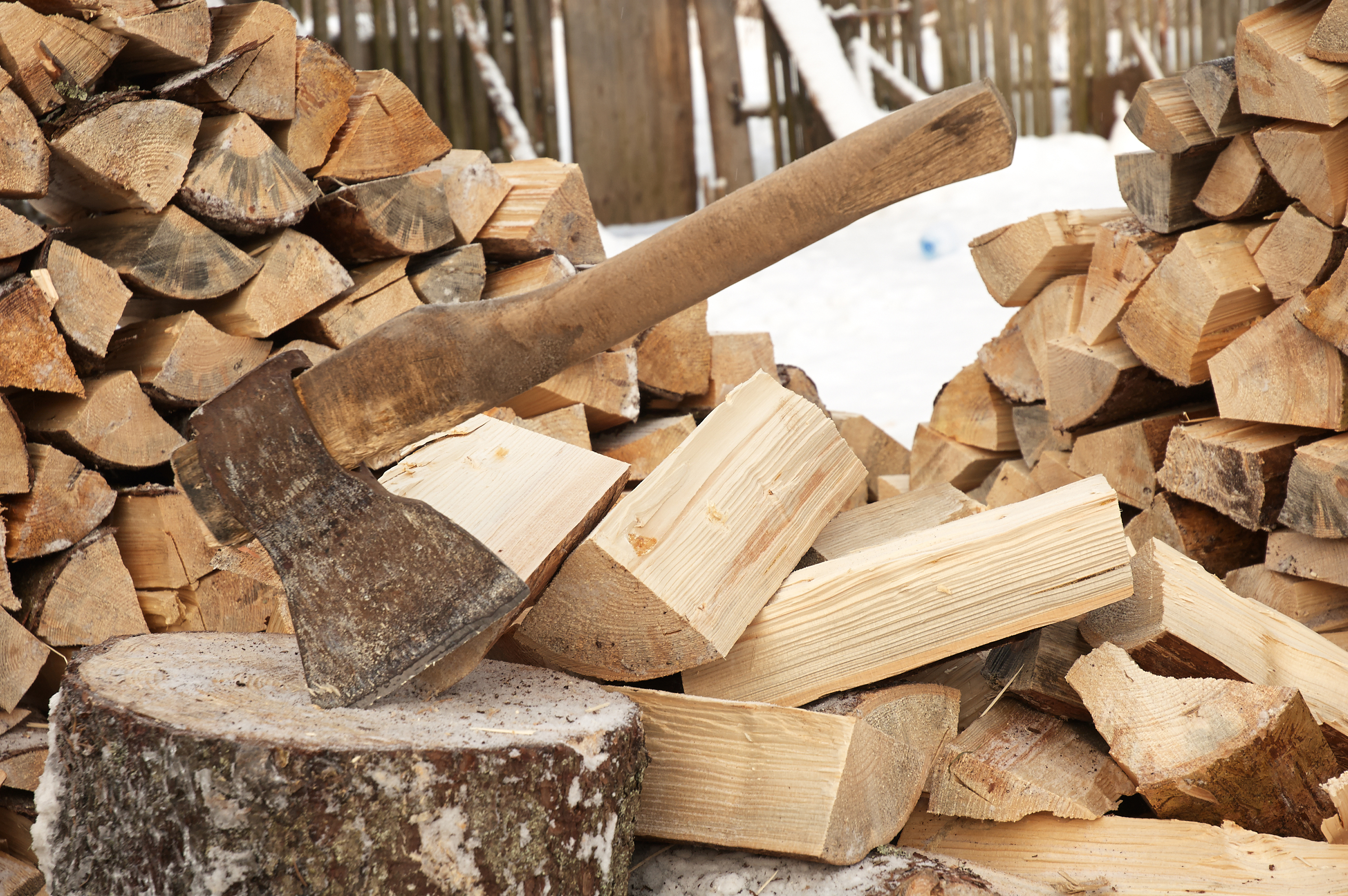
最も一般的な木質燃料である薪

木質燃料（もくしつねんりょう、英: Wood fuel または Fuelwood）、または木質バイオマス（もくしつバイオマス、英: Woody biomass）とは、薪や炭、ウッドチップ、木質ペレット、おがくずなどの木材を原料とする燃料を指す。

## 概要

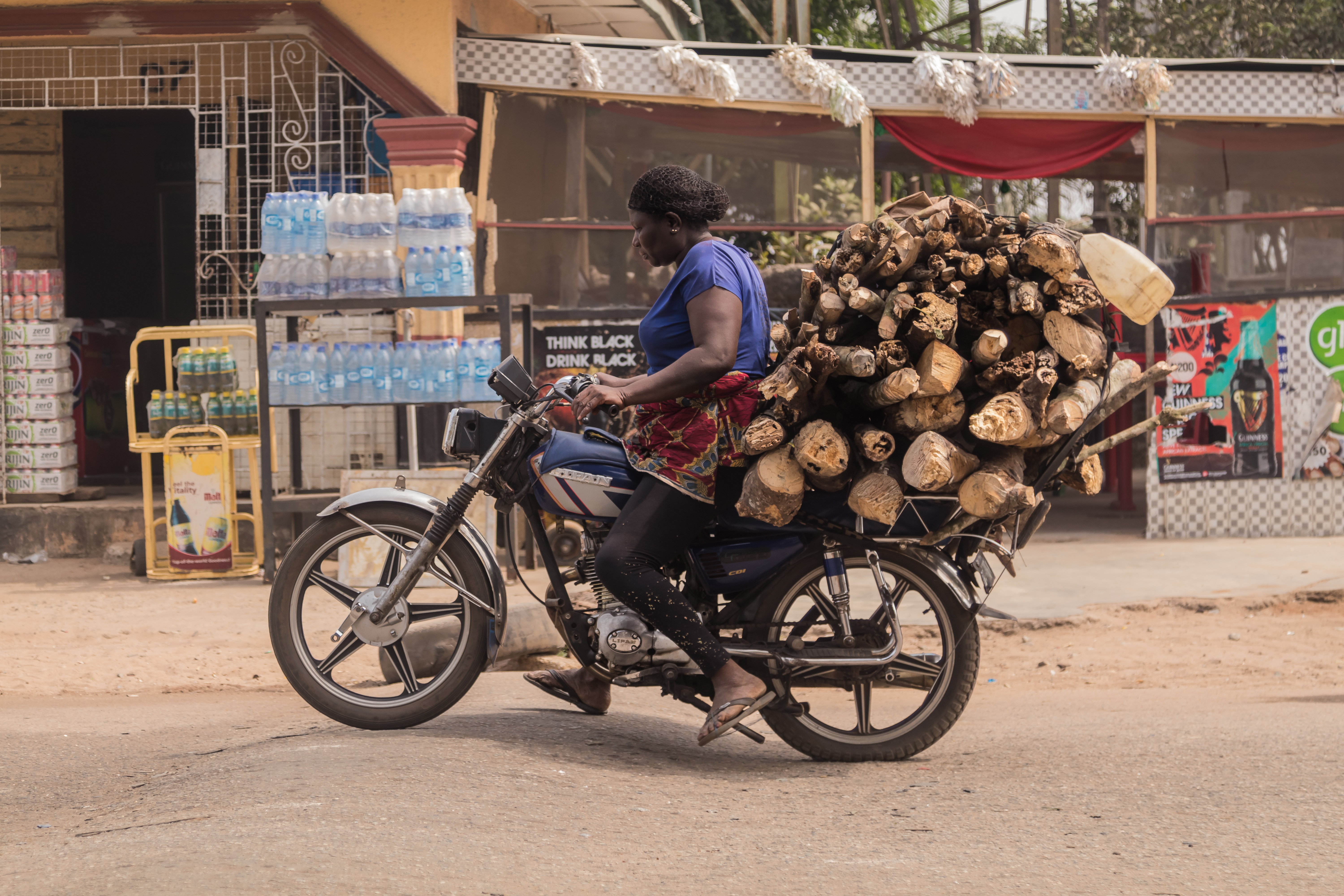
木質燃料を運ぶ女性

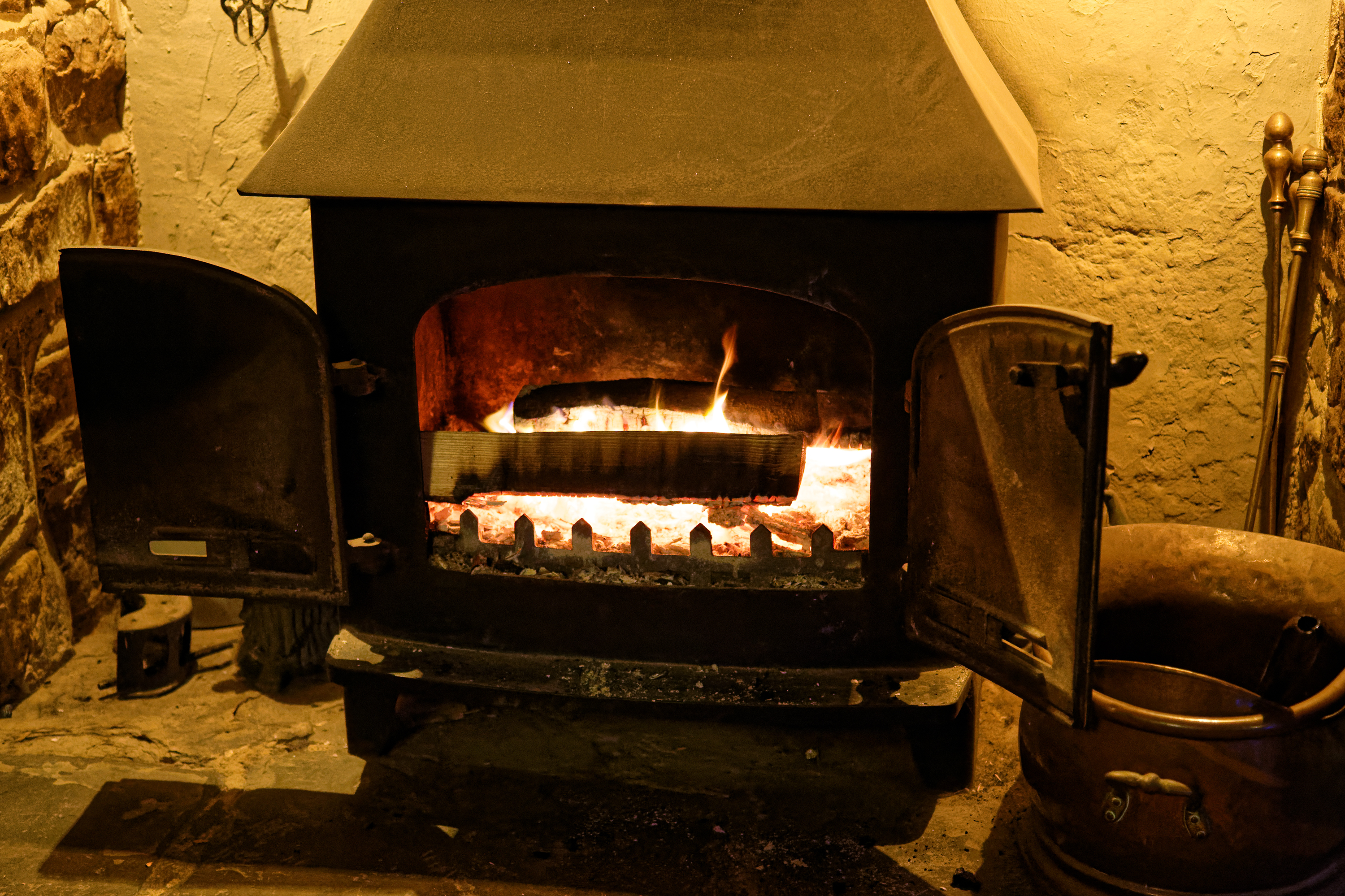
炉内で燃える木質燃料

木質燃料は人類にとって最も古くから使われてきた燃料である。
近代になり先進国では化石燃料が主流になったが、発展途上国においては今も主要な燃料として使われている。
近年は地球温暖化やエネルギー多角化などの観点から、先進国でも薪ストーブやペレットストーブ、バイオマス発電での利用が増えてきている。

## 形態
木質バイオマスは生木の原木そのままでは燃料としては適さない。燃料としての性質を高めるため、適宜加工されてから燃料として扱われる。
薪最も単純な木質燃料。原木を切断、乾燥させたもの。
ウッドチップ薪よりも細かく砕いたもの。燃料としてでなく園芸資材などにも用いられる。
木質ペレット乾燥させた原木を粉砕し、ペレット上に加圧成形しワックスをかけたもの。薪に比べて品質が均一になり、小粒で流動性が高いため利便性が高い。
おがくず木工の副産物であるおがくずは廃棄物であるが、燃料として用いられることがある。

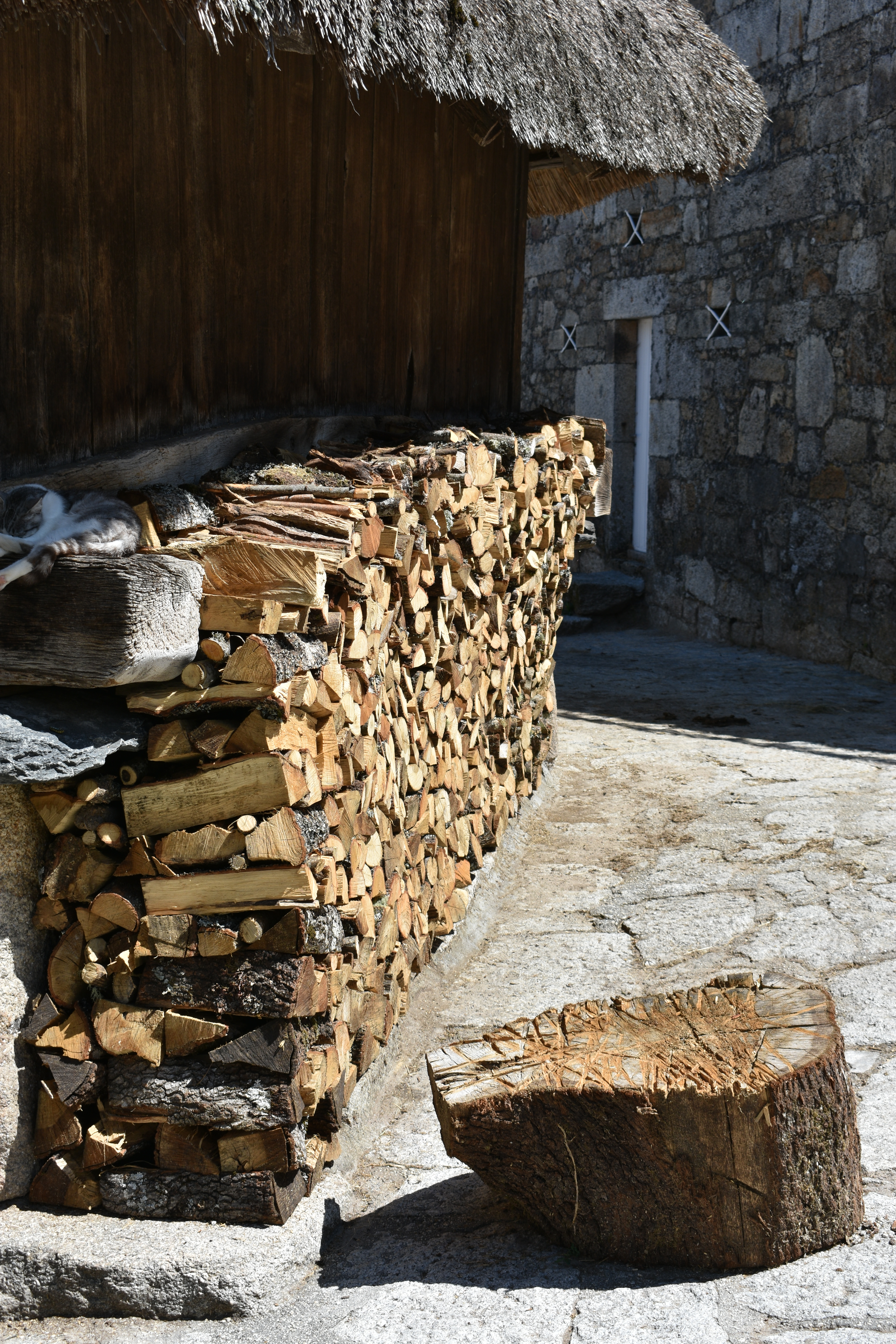
薪
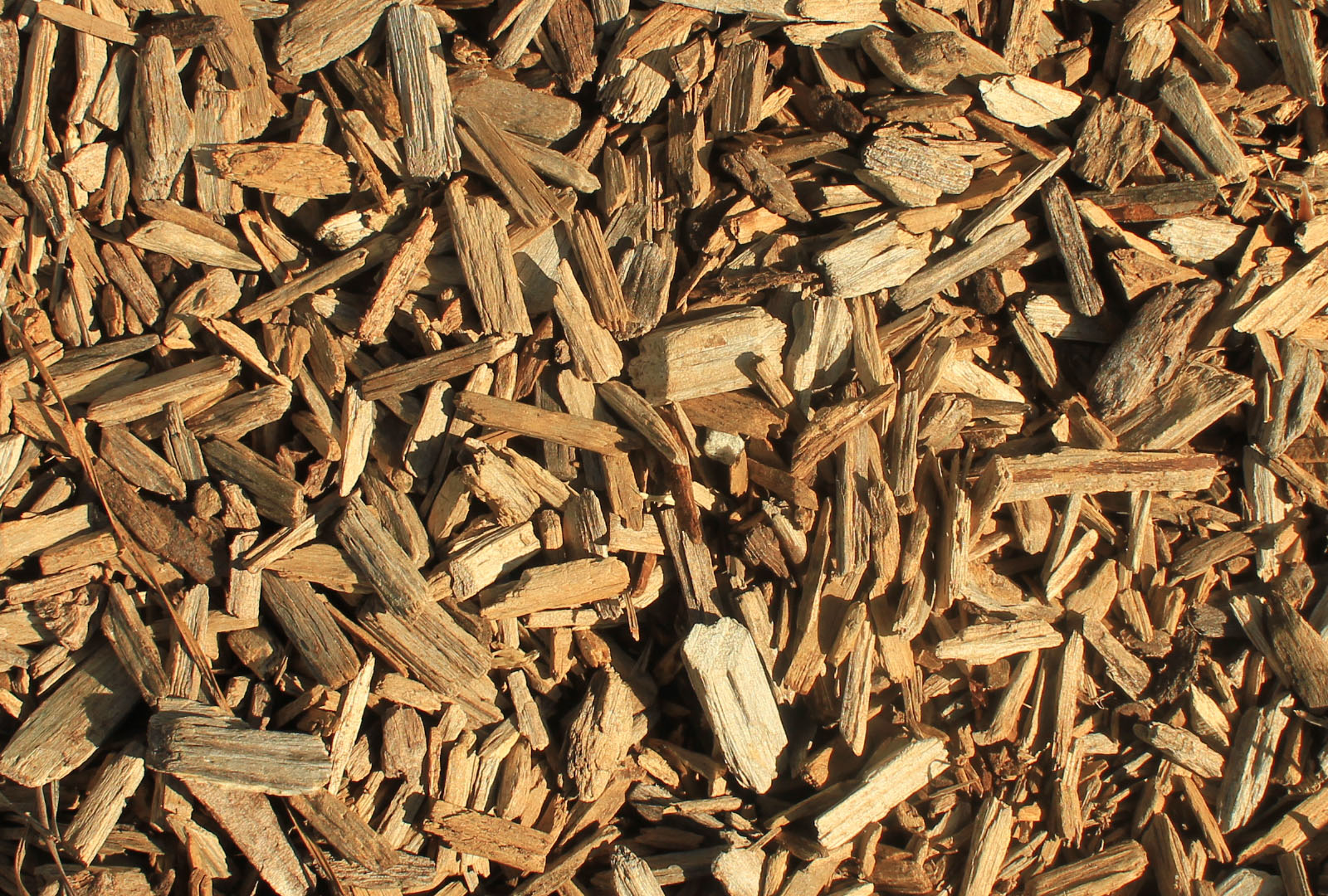
ウッドチップ
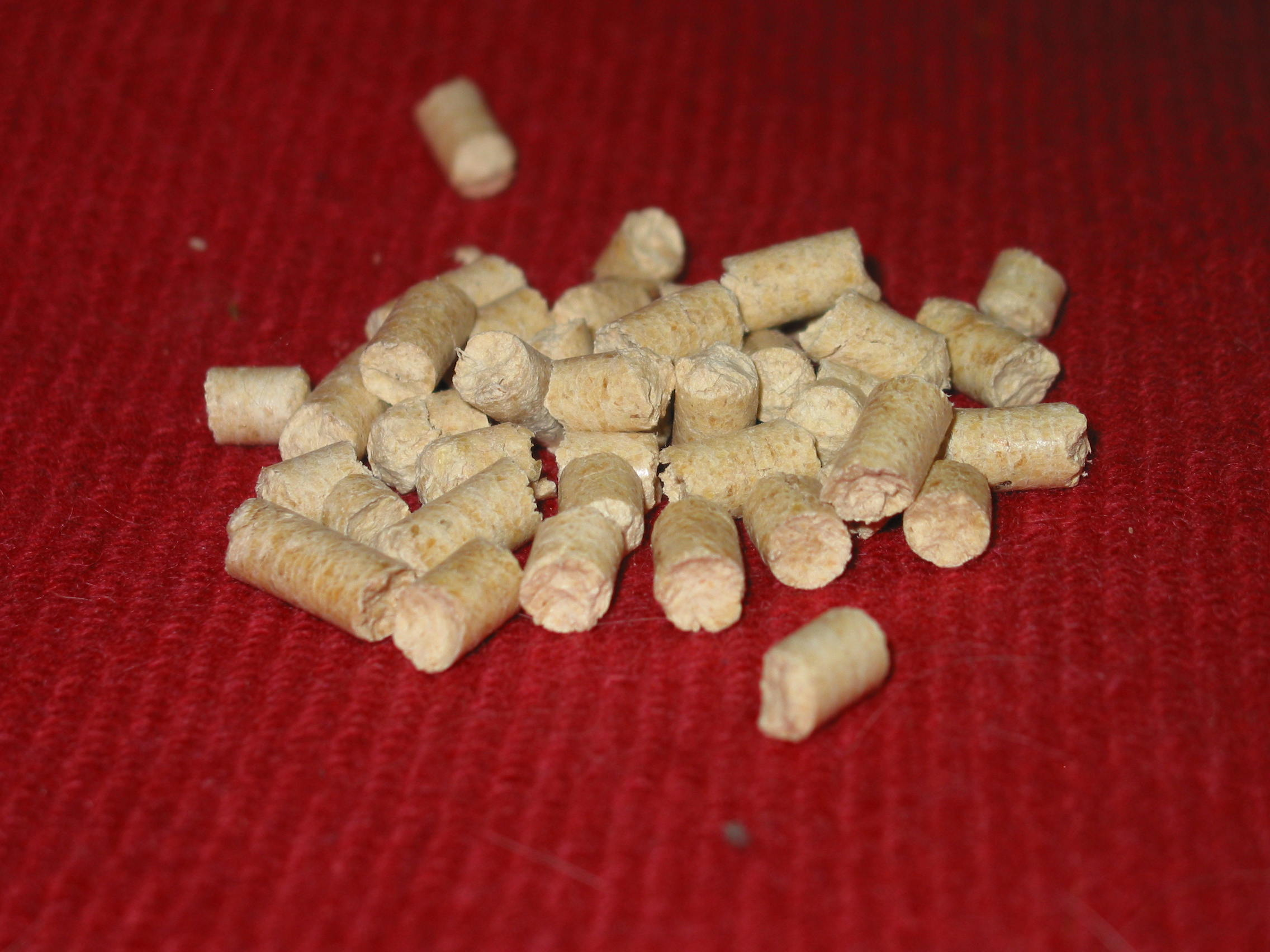
木質ペレット
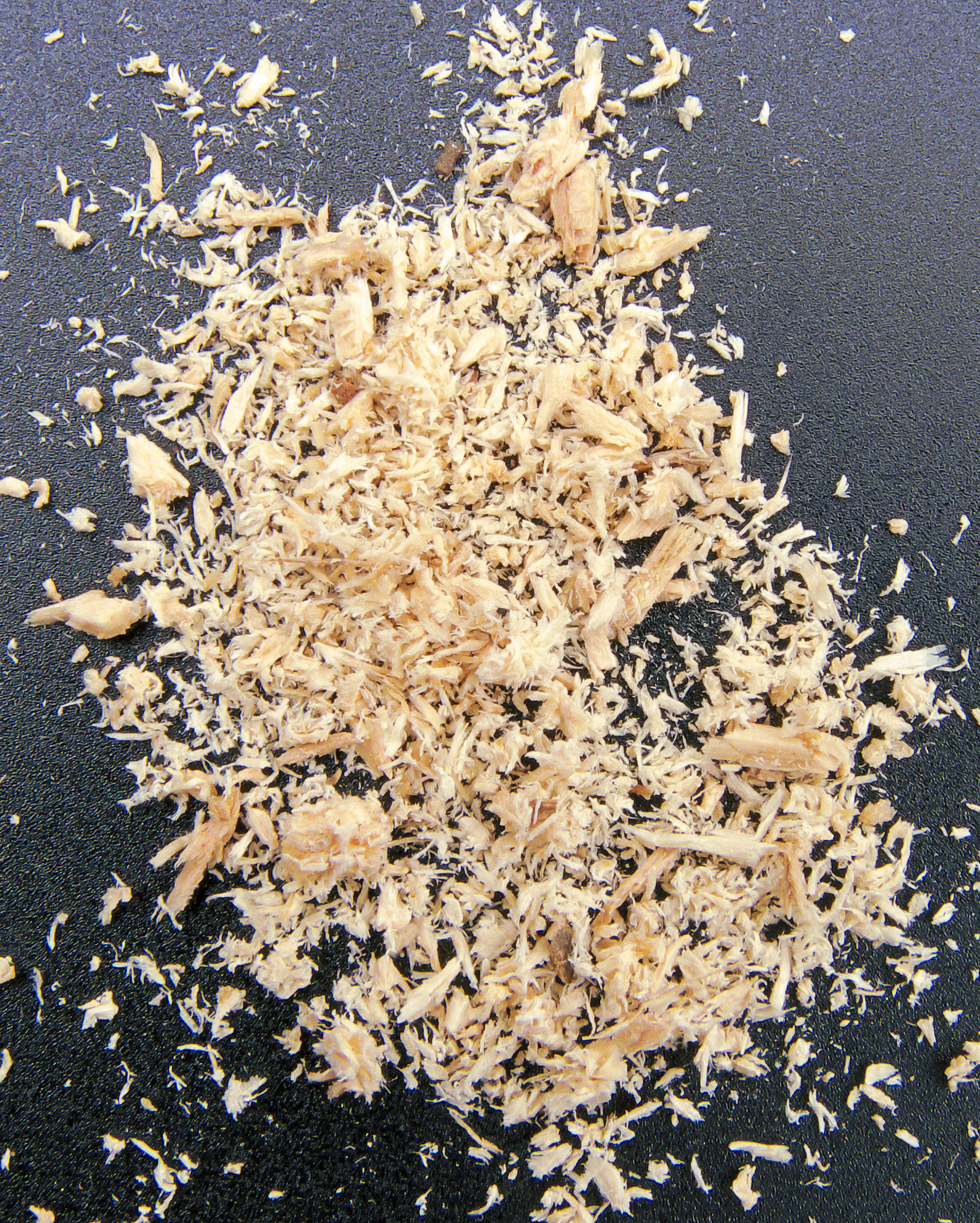
おがくず

## 原料および品質

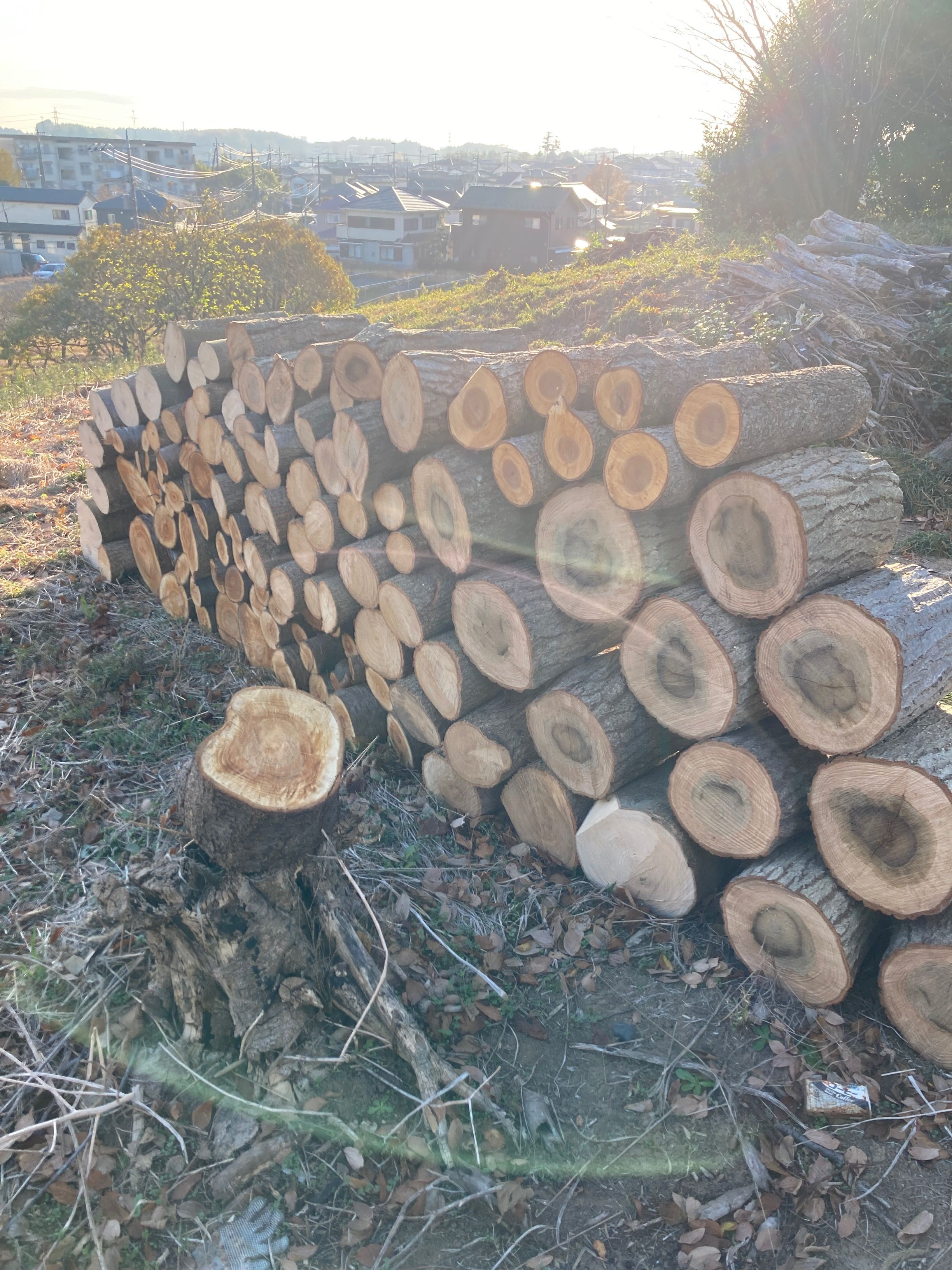
切断された丸太と切り株

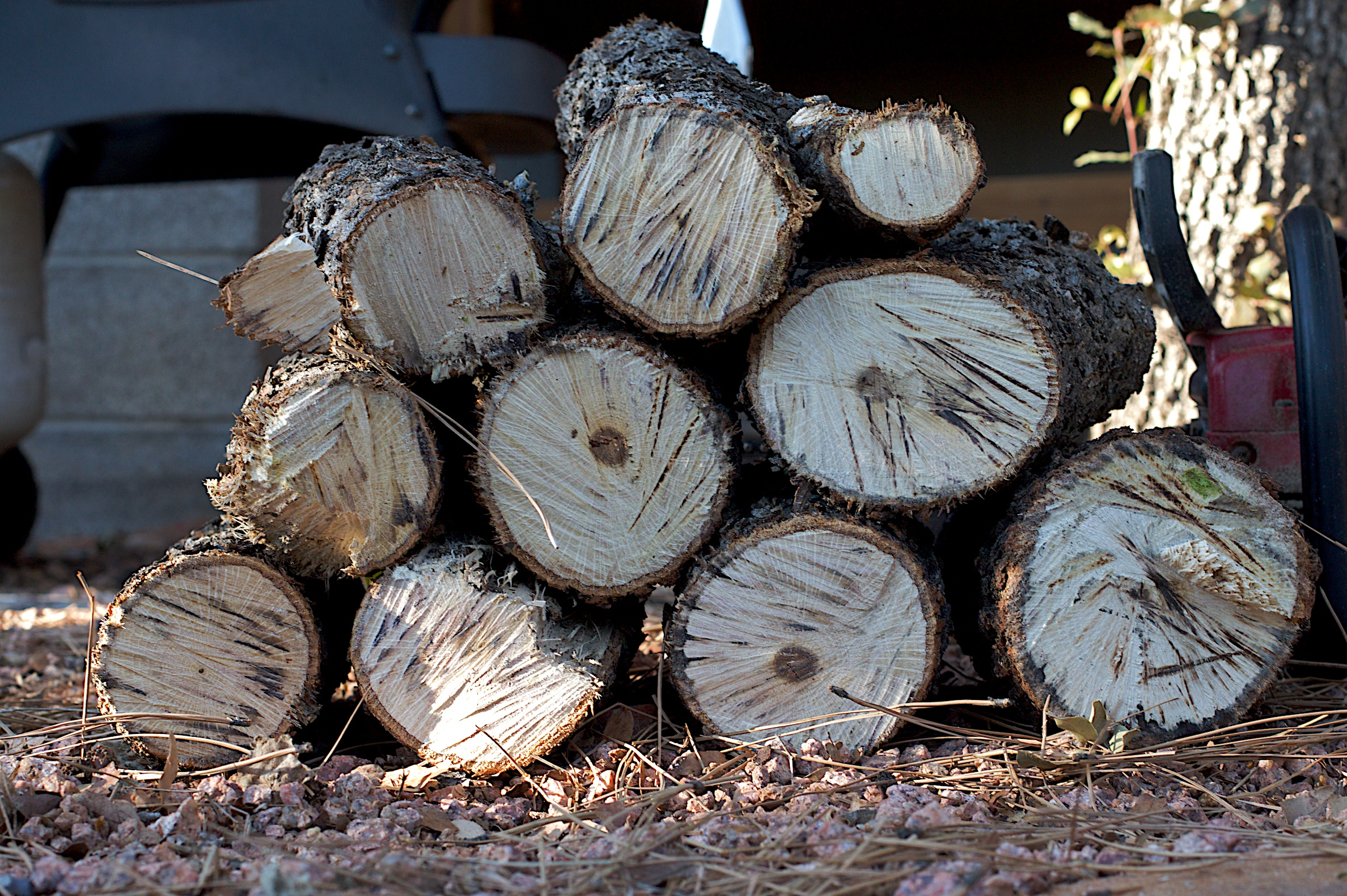
生木。木質燃料としてはまだ使えない

木質燃料の名前通り、原料は樹木である。幹、枝、葉など燃えるものはなんでも木質燃料となる。枯れ枝など十分乾燥しているものはそのまま燃焼させることが可能だが、切り倒したばかりの原木や剪定枝などは水分を多く含んでいるため使用前に乾燥処理が必要となる。

### 含水率
木材から取り出せるエネルギー量は含水率に大きく左右される。含水率が高い木質燃料、すなわち未乾燥の木質燃料を燃やすと、熱の大半が燃焼ではなく水分の気化に費やされてしまい大量の水蒸気が発生し燃料の浪費となる。加えて燃焼温度も上がらず不完全燃焼に伴って、煙・粒子状物質・有害気体も大量に発生し大気汚染を引き起こす。よって木質燃料の使用には十分な乾燥と良好な保管が必須となる。
乾燥工程は日当たりと風通りの良いところに、地面から離すように設置し、十分な期間乾燥させる。雨の降る日はカバーを掛け、濡れを防止する。乾燥期間は1年以上が理想的とされる。丸太よりも半割、半割よりも四つ割りというように、細くするほど表面積が大きくなるため乾燥効率が良くなる。
一度乾燥したものでも濡れたり湿気を吸うと含水率は上昇してしまうため、保管には雨を防ぐ屋根があり、十分な通気が確保された倉庫等を用いる必要がある。
ウッドペレットの場合は、製造過程で乾燥処理がなされているが、表面積が大きいため吸湿しやすい。吸湿すると上述の燃焼効率の悪化だけでなく砕けやすくなりペレット自動投入機能が機能しなくなるため、乾燥を維持するための適切な保管が不可欠である。

## 環境負荷

### 製造過程の化石燃料の使用

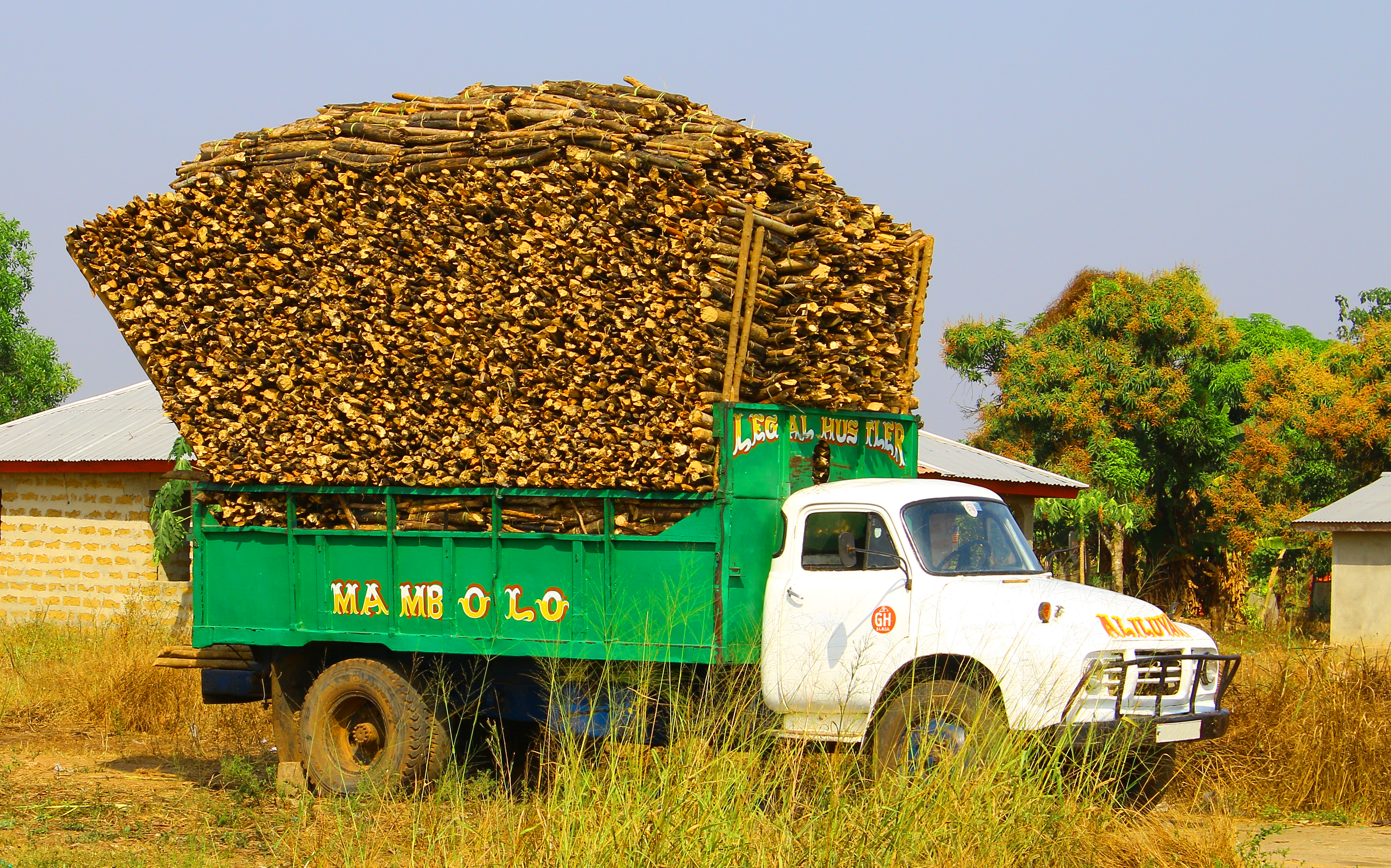
化石燃料を使って運搬される木質燃料（薪）

木質燃料は、その製造、加工、輸送に化石燃料を大量に使用するため、カーボンニュートラルは成立しない。

### 持続可能ではない森林伐採

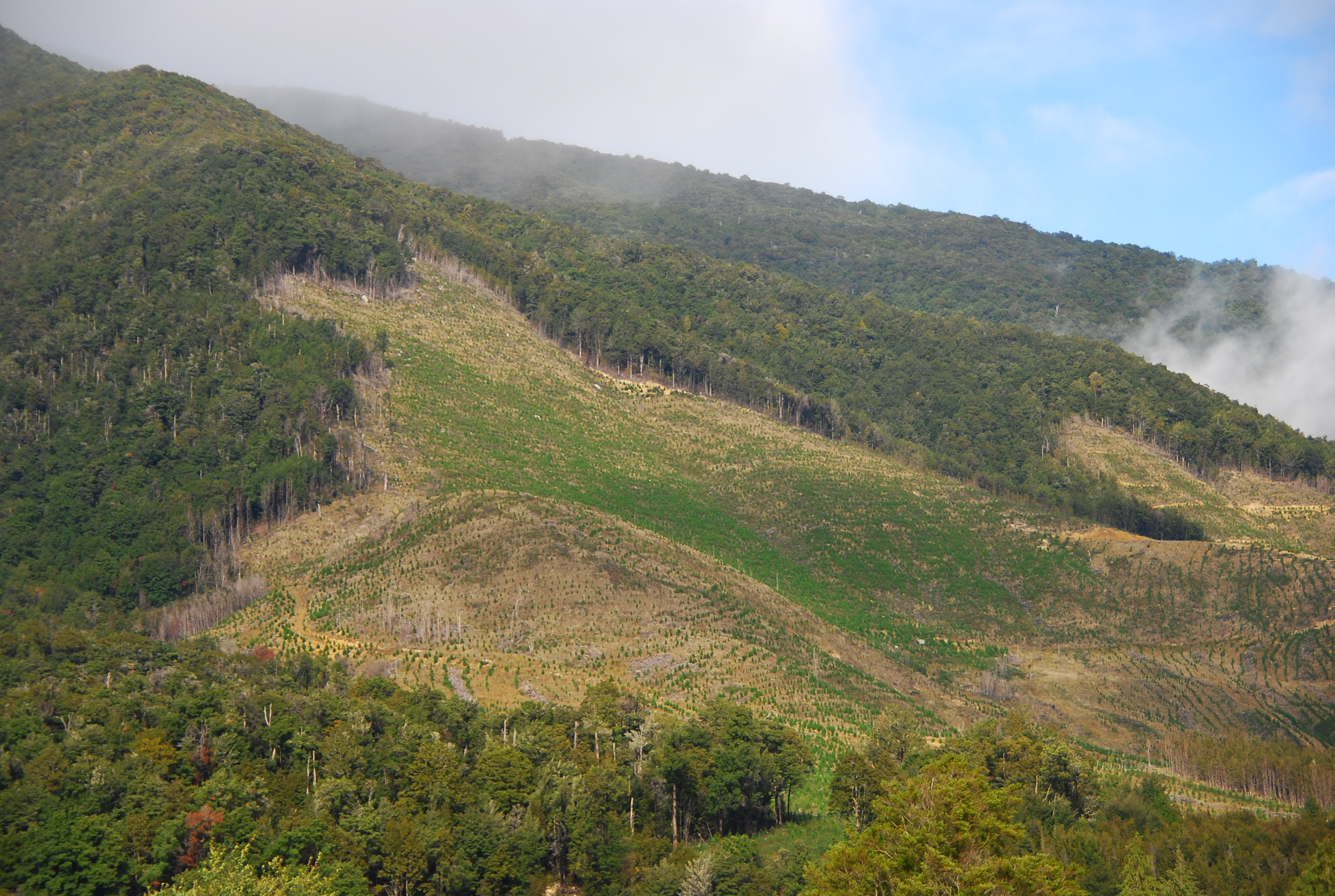
伐採された森林

木質燃料は再生可能エネルギーで環境に優しいとされるが、木質燃料は原生林を切り倒すことで生産される。森林を破壊すると生態系や土壌の崩壊に結びつき、植物が固定化していた二酸化炭素 (CO2) が大気中に開放され、空気中のCO2濃度は上昇する。
また人類による消費量に対し樹木の成長が追いついておらず、持続可能ではない。そのためはげ山化や砂漠化が進行している。
フランスでは薪などの木質燃料に対し持続可能性のある方法で生産されたことを示す証明ラベルを提供しているが、森林を燃料として扱うことに変わりはなく、環境NGOや気候科学者からグリーンウォッシングであるとの批判がなされている。

### ペレット加工
燃料としての性質を改善する加工方法として、ペレット加工（木質ペレット）がある。十分に管理された手法で製造された木質ペレットは、含水率が低く、高度に圧縮される。また軽量で、かさも減り、流動性が向上し、燃料としての扱いやすさが向上される。また熱量あたりの輸送コストが小さくなる。
木質ペレットは給排気ファンや自動投入機能などの高度な制御機構が備わった専用機器であるペレットストーブを使って燃焼される。そのため、放出される大気汚染物質pm2.5の量は、人間が手作業で木質燃料を燃やす薪ストーブなどに対し比較的少ない。一方で、石油やガスといった科学的に精製された燃料に比べれば依然として大量の大気汚染物質を放出することが環境省作成の資料や環境保護団体による調査により示されている。ペレットストーブによる大気汚染物質の放出量は、石油ストーブの15倍、ガスストーブの1800倍であった。
また、木質ペレットの発明によりバイオマス発電（火力発電）などの大規模エネルギー産業の燃料としても利用することが可能となったため、一大産業として大量生産、大量輸出が行われており、それに伴い森林破壊やCO2の排出が問題となっている。
森林伐採により発電の燃料となる植物の農園を作ると、むしろ二酸化炭素の吸収がかえって減り、地球温暖化を悪化させるという指摘があり、欧米ではそういった森林破壊後に作られた農園産の木質燃料を再生可能エネルギーから除外する動きが進んでいる。

## 人体への悪影響

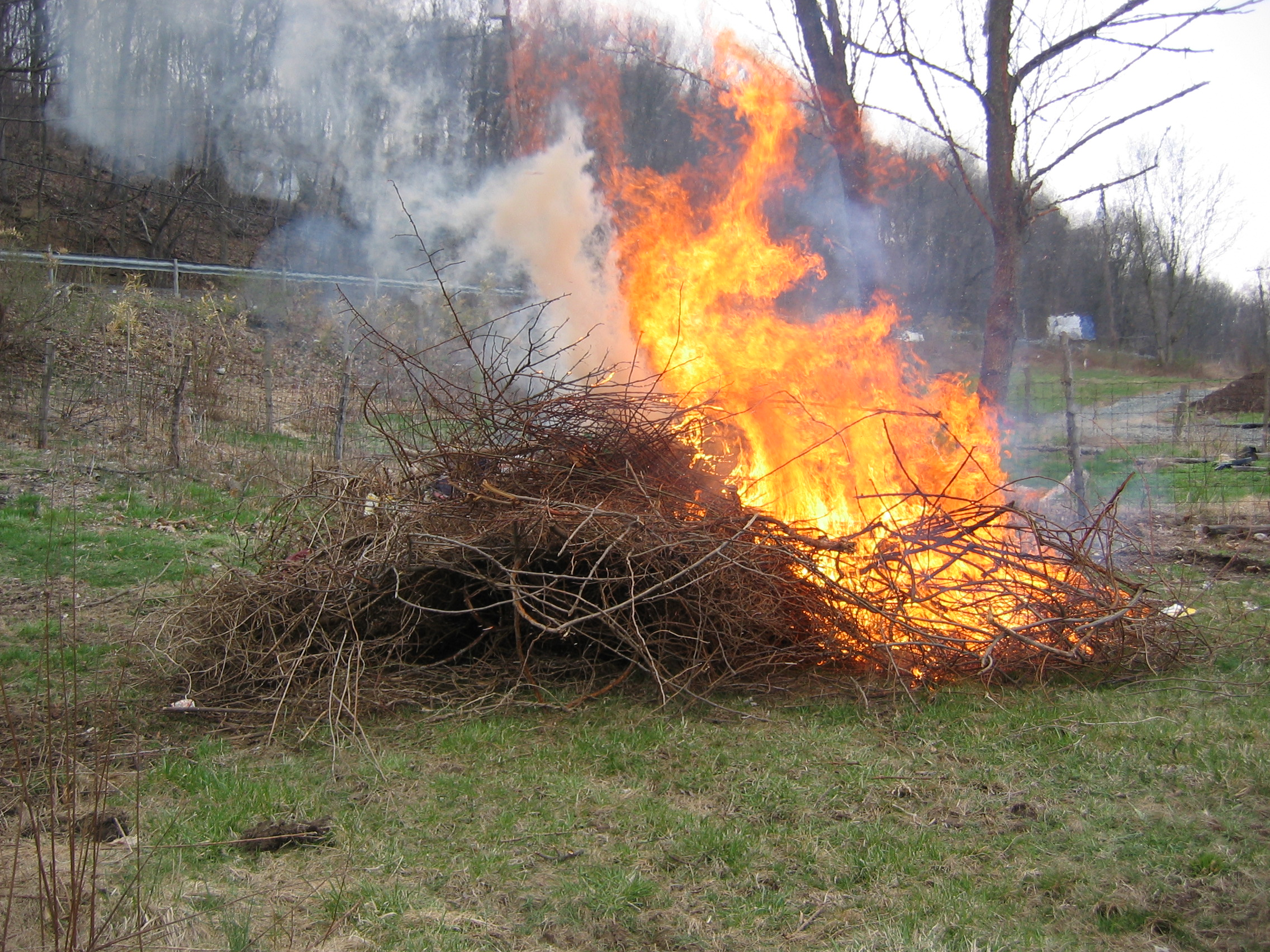
木質燃料は燃焼時に有害な煙を出す

木質燃料は燃やすと大量の煙（ばい煙）を発生させる。煙には水蒸気だけではなく有害なガスや微粒子が大量に含まれ、大気汚染の原因の大部分を占める。オーストラリアのメルボルンでは、薪を使った暖房による煙が汚染のうち60 %を占める。
燃焼過程でリグニンから生成されるフェノール、フラン、フラノンなどの有機物もガスとして大量に放出される。
各種質量分析計（ガスクロマトグラフィー）を用いて木質燃料由来のばい煙の成分を分析すると、木質燃料を燃焼させた煙に含まれる汚染物質は、液化石油ガスを燃焼させた際の煙よりも約20倍も毒性が高いことがわかっている。
これらによる大気汚染は健康を害し、喘息や心臓病の罹患率を増大させる。

## 規制
これらの問題に対応し木質燃料を用いる暖房器具、すなわち薪ストーブや暖炉は法的規制により性能基準や使用禁止が定められている。
イギリスの環境NGOであるMums for Lungsは英国政府に対し、今後15年間で薪ストーブの販売を停止することや必要不可欠でない薪ストーブの使用を2027年までに全面禁止することを要求している。
カナダにおいてはケベック州モントリオール市で新築時の薪ストーブ、暖炉の新規設置が禁じられた。しかし、薪ストーブを製造販売している企業群と、そのロビー団体はこうした流れに抵抗している。